# Russell Okung
Russell Okung (nacido el 7 de octubre de 1987) es un exjugador profesional estadounidense de fútbol americano que jugó en la posición de offensive tackle con los Seattle Seahawks, Denver Broncos, Los Angeles Chargers y Carolina Panthers de la National Football League (NFL).

## Biografía
Okung asistió a la preparatoria George Bush High School en Fort Bend, donde practicó fútbol americano y lanzamiento de disco. Al finalizar la preparatoria, fue considerado como el 33.º mejor offensive tackle de la nación por Rivals.com.
Posteriormente, asistió a la Universidad Estatal de Oklahoma donde jugó con los Oklahoma State Cowboys del entrenador Mike Gundy desde 2006 a 2009. En su primer año, formó parte del equipo titular durante los últimos ocho juegos, y en su segundo año inició los trece juegos como el tackle izquierdo titular. En su tercer año fue incluido en el equipo All-America, logro que repitió en su siguiente y último año, al cual añadió el ser reconocido como el mejor liniero ofensivo de la Big 12 Conference. Okung finalizó su carrera universitaria con 47 juegos iniciados de manera consecutiva.

## Carrera

### Seattle Seahawks
Okung fue seleccionado por los Seattle Seahawks en la primera ronda (puesto 6) del draft de 2010, la posición más alta para un jugador de la Universidad Estatal de Oklahoma desde que Barry Sanders fuera escogido en el puesto 3 del draft de 1989. El 6 de agosto de 2010, Okung firmó con los Seahawks por seis años y $48 millones, incluyendo $29 millones garantizados. Durante su primera temporada con el equipo, solo jugó en 10 encuentros debido a sufrir esguinces en ambos tobillos.
En la temporada 2011, Okung inició los primeros 12 juegos, pero el 1 de diciembre de 2011 sufrió una lesión en su músculo pectoral luego de una colisión con Trent Cole de los Philadelphia Eagles, por lo que fue incluido en la reserva de lesionados.
En 2012, inició 15 juegos de temporada regular con los Seahawks, además de dos encuentros de postemporada. Fue escogido como un offensive tackle titular para el Pro Bowl, donde también participaron sus compañeros Max Unger, Marshawn Lynch y Russell Wilson.
En 2013, Okung solo inició ocho juegos debido a una lesión, pero los Seahawks terminaron la temporada con marca de 13-3 y vencieron en la postemporada a los New Orleans Saints y San Francisco 49ers para llegar al Super Bowl XLVIII, el cual ganaron por marcador de 43-8 ante los Denver Broncos.
En 2014, inició 14 juegos para ayudar a los Seahawks a clasificar a la postemporada con marca de 12-4, donde vencieron a los Carolina Panthers y Green Bay Packers para jugar su segundo Super Bowl consecutivo, esta vez siendo derrotados por los New England Patriots por marcador de 28-24.
En 2015, Okung inició en 13 juegos para los Seahawks clasificarse con marca de 10-6. Vencieron en el Juego de Comodín a los Minnesota Vikings, pero perdieron 31-24 ante los Carolina Panthers en la ronda divisional.

### Denver Broncos
Al finalizar la temporada 2015, Okung se convirtió en agente libre y el 17 de marzo de 2016 firmó un contrato de un año y $5 millones con los Denver Broncos. Inició los 16 juegos de temporada regular con el equipo como el tackle izquierdo titular, pero el 23 de febrero de 2017 los Broncos declinaron la opción de extensión de su contrato, convirtiéndole nuevamente en agente libre.

### Los Angeles Chargers
El 9 de marzo de 2017, Okung firmó un contrato de cuatro años y $53 millones con Los Angeles Chargers. Inició 15 juegos durante la temporada 2017, y fue invitado a su segundo Pro Bowl como reemplazo del lesionado Donald Penn de los Oakland Raiders. En 2018, nuevamente inició 15 juegos con el equipo, perdiéndose un solo encuentro debido a una lesión en la ingle.
Durante el receso de temporada de 2019, Okung sufrió un embolismo pulmonar debido a unos coágulos de sangre en sus pulmones. Debido a ello inició la temporada en la lista de reservas, hasta que fue activado el 26 de octubre de 2019 para terminar la campaña jugando en seis encuentros como titular.

### Carolina Panthers
El 4 de marzo de 2020, los Chargers traspasaron a Okung a los Carolina Panthers a cambio del guardia Trai Turner, movimiento que se hizo oficial el 18 de marzo. Solo jugó en siete encuentros, todos como titular, durante la temporada de 2020, debido a una lesión en la pantorrilla.
El 6 de junio de 2023, Okung anunció su retiro del fútbol profesional.

## Vida personal
Okung ha comentado públicamente ser un seguidor de Cristo, junto a varios compañeros de los Seattle Seahawks: "Somos seguidores de Cristo y es importante que la gente sepa esto sobre nosotros."
En 2021, se convirtió en el primer jugador de la NFL en recibir parte de su salario en bitcoin.